# Saturno devorando a su hijo
El cuadro Saturno devorando a su hijo o simplemente Saturno, es una de las pinturas al óleo sobre revoco que formaron parte de la decoración de los muros de la casa que Francisco de Goya adquirió en 1819, llamada la Quinta del Sordo. Por tanto, la obra pertenece a la serie de las Pinturas negras de dicho artista.
Junto con el resto de ellas, fue trasladada de revoco a lienzo con el método del strappo a partir de 1874 por Salvador Martínez Cubells, como había encargado el barón Émile d’Erlanger, un banquero francés de origen alemán, que tenía intención de venderlas en la Exposición Universal de París de 1878. En 1881, d’Erlanger las cedió al Estado español, que las destinó al Museo del Prado, donde se expusieron desde 1889.
Saturno ocupaba un lugar a la izquierda de la ventana, en el muro del lado este, opuesto a la entrada del comedor del piso bajo de la Quinta del Sordo. 
La interpretación tradicional dice que representa al titán mitológico Crono, como es habitual indiferenciado de Chronos, o Saturno en la mitología romana, en el acto de devorar a uno de sus hijos. La figura era emblema alegórico del paso del tiempo, pues Crono se comía a los hijos recién nacidos de Rea, su mujer, por temor a ser destronado por uno de ellos.
Sin embargo, según la interpretación de Barragán, se trataría de un retrato satírico de Fernando VII devorando a España.

## Análisis del cuadro

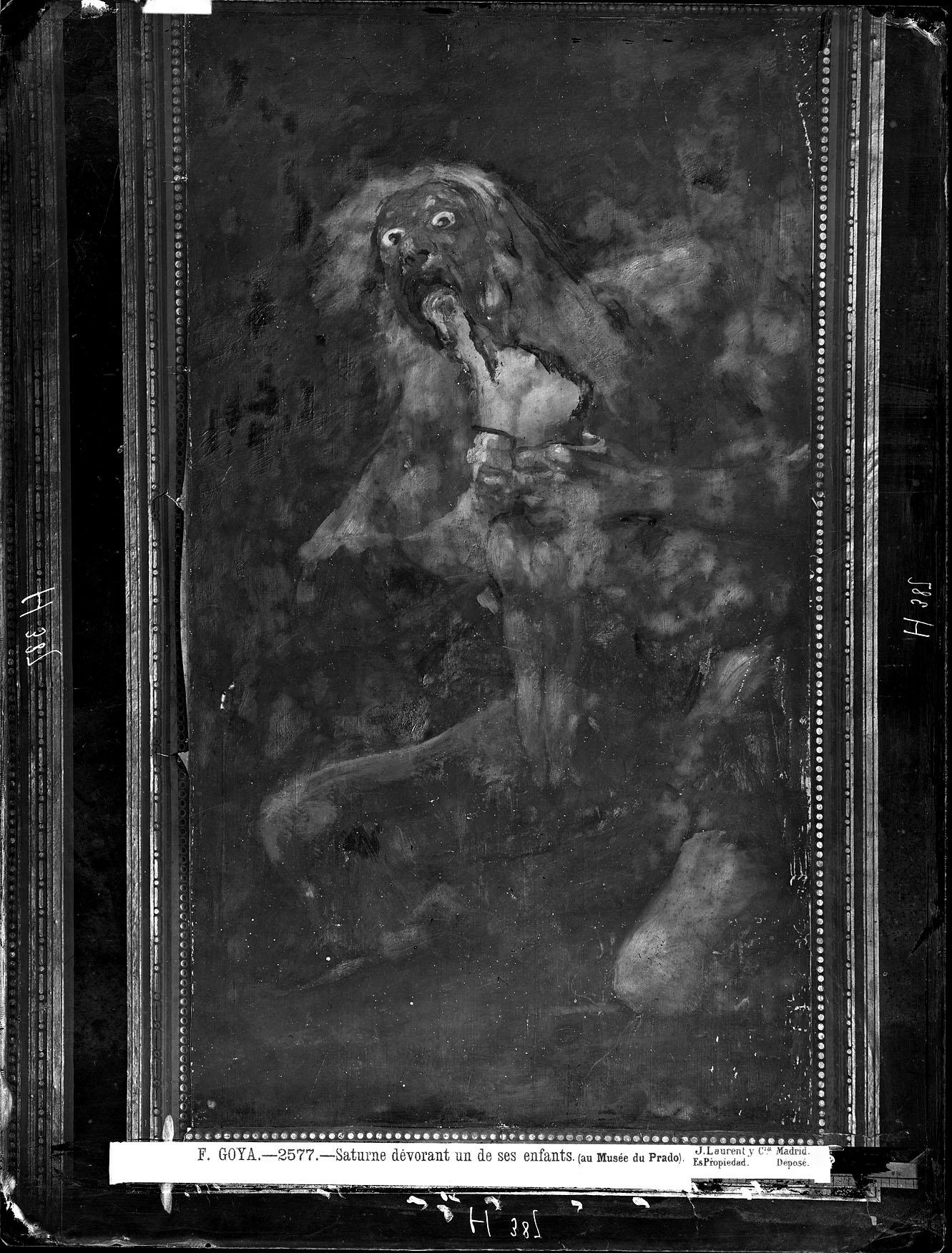
Saturno en la Quinta de Goya, en 1874. Fotografía de J. Laurent. Esta pintura estaba rodeada por un marco de papel.

El tema de Saturno está relacionado, según Freud, con la melancolía y la destrucción, y estos rasgos están presentes en las Pinturas negras. Con expresión terrible, Goya nos sitúa ante el horror caníbal de las fauces abiertas, el gigante avejentado y la masa informe del cuerpo sanguinolento del supuesto hijo.
El cuadro no solo alude al titán Crono, que inmutable gobierna el curso del tiempo, sino que también era el rector del séptimo cielo y patrón de los septuagenarios, como lo era ya Goya.
El acto de comerse a su hijo se ha visto, desde el punto de vista del psicoanálisis, como una figuración de la impotencia sexual, sobre todo si lo ponemos en relación con otra pintura mural que decoraba la estancia, Judit matando a Holofernes, tema bíblico en el que la bella viuda judía Judit invita a un banquete libidinoso al viejo rey asirio Holofernes, entonces en guerra contra Israel y, tras emborracharlo, lo decapita.
El hijo devorado, con un cuerpo ya adulto, ocupa el centro de la composición. Al igual que en la pintura de Judit y Holofernes, uno de los temas centrales es el del cuerpo humano mutilado. No solo lo está el cuerpo atroz del niño, sino también, mediante el encuadre escogido y la iluminación de claroscuro extraordinariamente contrastada, las piernas del dios, sumidas a partir de la rodilla en la negrura, en un vacío sentimental.[cita requerida]
Emplea una gama de blancos y negros, aplicada en manchas de color gruesas, solo rota por el ocre de las carnaciones y la llama fúlgida en blanco y rojo de la carne viva del hijo. Francisco Javier Sánchez Cantón lo comparó con el Saturno que pintó Rubens en 1636 para la Torre de la Parada del Palacio del Pardo de Madrid, aunque en su estudio señala cómo la violencia del de Goya es muy superior, despojado de su pretexto mitológico, prefigurando con ello el expresionismo.